# 21047 Годієрна
21047 Годієрна (21047 Hodierna) — астероїд головного поясу, відкритий 22 вересня 1990 року.
Тіссеранів параметр щодо Юпітера — 3,023.